# Friedrich Olbricht
Friedrich Olbricht est un General der Infanterie allemand, né le 4 octobre 1888 à Leisnig (Saxe) et mort exécuté le 21 juillet 1944 à Berlin.
Il est l’un des conspirateurs impliqués dans la tentative d'assassinat de Hitler du 20 juillet 1944 à la Wolfsschanze, le Quartier général du Führer en Prusse-Orientale.

## Biographie

### Jeunesse
Friedrich Olbricht est le fils du professeur de mathématiques Richard Olbricht.
En 1907, il rejoint le 106e régiment d'infanterie de Leipzig en tant que porte-étendard, après avoir obtenu son Abitur. Il participe aux combats de la Première Guerre mondiale et, après la guerre, ayant atteint le grade de capitaine, est intégré à la Reichswehr, la nouvelle armée allemande de la république de Weimar, réduite en taille selon les termes du traité de Versailles de 1919.

### Carrière militaire
La méfiance d'Olbricht envers les nazis se découvre très tôt, particulièrement après le putsch de la Brasserie en 1923, où il côtoie Hans Oster, Erwin von Witzleben et Georg Thomas, qui ont tous pris leur distance à l'égard du mouvement national-socialiste grandissant, inquiets de constater l'attrait que les nazis avaient sur beaucoup de militaires.
En 1926, Olbricht travaille au ministère de la Défense du Reich en tant que chef du « bureau des armées étrangères ». En 1933, il devient chef d'état-major de la division de Dresde.

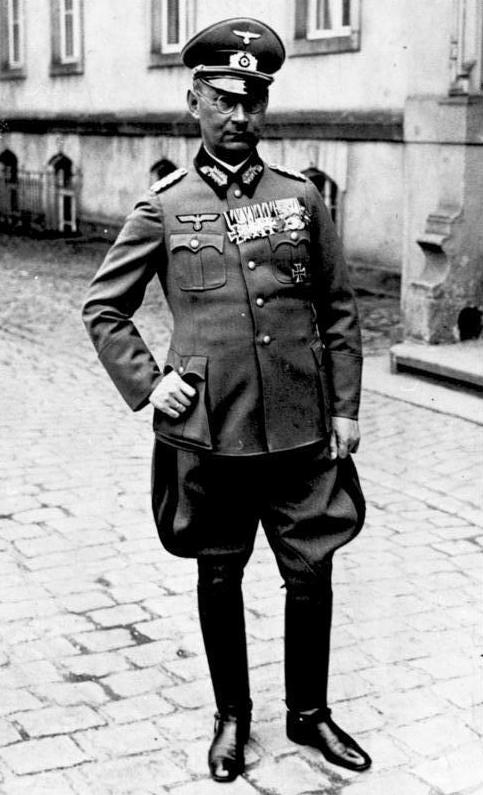
Olbricht en 1938.

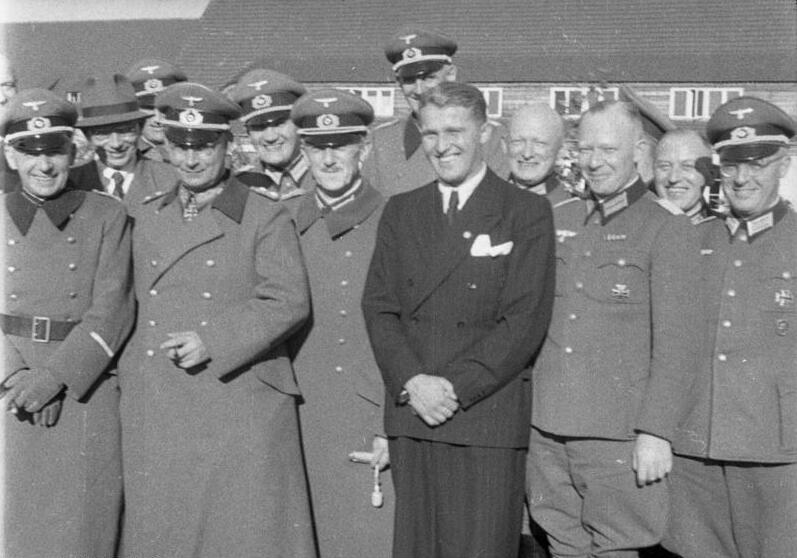
Peenemünde, mars 1941, dans le cadre du programme des missiles V2, de gauche à droite : Walter Dornberger, Friedrich Olbricht, Heinz Brandt et Wernher von Braun (en civil).

En 1934, Olbricht sauve plusieurs hommes de la mort dans le sillage de la nuit des Longs Couteaux en les assignant à des tâches politico-militaires sous la protection de l'armée. Ils étaient l'objet de mandats d’arrêt et auraient rapidement été exécutés.
En 1935, il est nommé chef d'état-major du 4e corps d'armée posté à Dresde. En 1938, il est nommé à la tête de la 24e division d'infanterie. La même année, il prône, sans succès, la réhabilitation du commandant en chef de l'armée de terre, Werner von Fritsch, tombé en disgrâce à la suite d'un accusation d'homosexualité, affaire montée de toutes pièces pour le discréditer.
Au moment où la Seconde Guerre mondiale éclate en 1939, il participe à l’invasion de la Pologne au terme de laquelle on lui attribue la croix de chevalier de la croix de fer. Le 15 février 1940, Olbricht est promu General der Infanterie. On le nomme chef du bureau général de l'armée de terre (Allgemeines Heeresamt) à l'Oberkommando des Heeres (le Haut-Commandement de l’armée de terre). Il est également nommé à la tête du bureau de l'armée de réserve (Wehrersatzamt) à l’Oberkommando der Wehrmacht (le Haut-Commandement des forces armées).

### Résistance contre Hitler
Olbricht participe à la planification du complot visant à assassiner Hitler avec les groupes de résistance du Generaloberst Ludwig Beck, de Carl Friedrich Goerdeler et du Generalmajor Henning von Tresckow. En 1943, il demande que l’Oberst von Stauffenberg vienne rejoindre son équipe. Stauffenberg va être l'année suivante un des principaux exécutants du complot contre Hitler, en déposant une bombe à la Wolfsschanze.
Le jour de l'attentat, le 20 juillet 1944, Olbricht et l’Oberst Albrecht Mertz von Quirnheim déclenchent l'opération Walkyrie, conçue initialement pour endiguer un soulèvement en Allemagne, provoquant la mobilisation de l'armée de terre de réserve (l’Ersatzheer). Cependant, on apprend rapidement que la bombe installée dans la serviette de Stauffenberg n'a pas tué Hitler. Les conséquences sont dramatiques pour les conjurés.
Après la mise en place d'une cour martiale à la hâte dans la nuit du 20 au 21 juillet, dirigée par le Generaloberst Friedrich Fromm, les conjurés Olbricht, Quirnheim, Haeften et Stauffenberg sont amenés dans la cour du Bendlerblock où ils sont passés par les armes. Cette justice expéditive, à l'initiative de Fromm qui craignait d’être impliqué dans le complot, finalement se retourne contre ce dernier, élevant des soupçons à son égard, et le conduit également à la mort.

## Vie familiale
En 1918, Olbricht épouse Eva Emma Therese Koeppel (1895-1991) qui lui donne un fils Klaus et une fille Rosemarie. Klaus meurt en 1941 et Rosemarie épouse le Major de la Luftwaffe Friedrich Georgi ; elle meurt en 1988.
Le médecin et collectionneur d’art Thomas Olbricht (de) est le petit-neveu de Friedrich Olbricht.

## Décorations
- Croix de fer (1914)
  - 2e classe
  - 1re classe
- Croix de chevalier de l'ordre militaire de Saint-Henri
- Croix de chevalier 2e classe de l'ordre civil de Saxe avec glaives
- Croix de chevalier 1re classe de l'ordre d'Albert avec glaives
- Agrafe de la croix de fer (1939)
  - 2e classe
  - 1re classe
- Croix allemande en argent le 1er août 1943
- Croix de chevalier de la croix de fer le 27 octobre 1939